# Polygone de Vincennes
L'anneau cyclable Raymond-Poulidor, également connu sous le nom de polygone de Vincennes ou d'anneau de Vincennes, est un circuit pour vélo créé en 1973, d'une longueur de 3,13 km, dans le bois de Vincennes. Ce circuit est situé sur une partie du territoire de l'ancien champ de manœuvres qui s'était étendu au milieu du XIXe siècle à l'est d'un ancien champ de tir, ou « polygone », créé en 1791 pour les exercices d'artillerie dans l'axe de l'allée Royale et légèrement décalé en 1838. Le circuit est créé sur d'anciennes allées forestières disparues à l'intérieur du champ de manœuvres et retracées  après l'abandon du domaine militaire par l'armée dans les années 1960.
Des cyclistes de Paris, du Val-de-Marne et de Seine-Saint-Denis le fréquentent régulièrement.
À la suite d'une pétition signée par plus d'un millier de personnes et adressée à la ville de Paris, l'enrobé datant de 1973 a été totalement refait, sur une largeur de cinq mètres, durant l'été 2019, pour une somme de 1,3 million d'euros. L'état de la piste s'était dramatiquement dégradée, et les chutes se multipliaient.
Laurent Fignon s'entraînait occasionnellement sur cette piste.
En plus des cyclistes, on peut également y croiser des pratiquants du roller de vitesse.
Il se nomme officiellement depuis le 1er septembre 2019 Anneau cyclable Raymond-Poulidor par décision de la ville de Paris.

Situation sur anciens plans
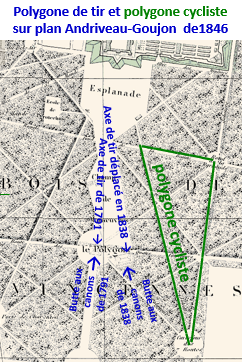
Polygone en 1846.
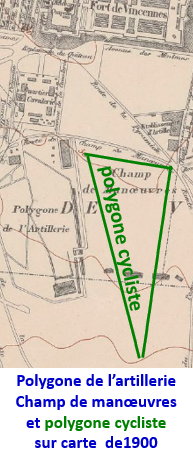
Polygone en 1900.